# Bahamas International
Il Bahamas International è stato un torneo di tennis facente parte dello USLTA Indoor Circuit e del circuito Grand Prix giocato nel 1975 a Freeport nelle Bahamas.

## Albo d'oro

### Singolare
| Anno | Vincitore     | Finalista   | Punteggio |
| ---- | ------------- | ----------- | --------- |
| 1975 | Jimmy Connors | Karl Meiler | 6–0, 6–2  |